# West Yorkshire
West Yorkshire (západní Yorkshire) je metropolitní a ceremoniální hrabství v anglickém regionu Yorkshire a Humber. Přibližně odpovídá jádru West Riding of Yorkshire tradičního hrabství Yorkshire.
Hraničí s hrabstvími Derbyshire (na jihu), Velký Manchester (na jihozápadě), Lancashire (na severozápadě), Severní Yorkshire (na severu a východě) a South Yorkshire (na jihovýchodě).

## Administrativní členění
Hrabství se skládá z pěti metropolitních distriktů:
1. City of Leeds
2. City of Wakefield
3. Kirklees
4. Calderdale
5. City of Bradford